# Simms
Simms – jednostka osadnicza w Stanach Zjednoczonych, w stanie Oklahoma, w hrabstwie Muskogee.